# Meerwegontvangst
Van meerwegontvangst is sprake bij radiogolven, als het van een zender afkomstig signaal via meerdere wegen een ontvangstantenne bereikt. Meerdere wegen kunnen ontstaan, doordat het signaal behalve via een directe zichtweg ook via reflectie tegen de ionosfeer, vooral bij frequenties tussen 3 en 30 MHz, of via reflectie tegen gebouwen of bergen, bij frequenties groter dan 30 MHz, de ontvangstantenne bereiken. Verder kan ook reflectie van radiogolven in de troposfeer meerdere wegen voor de radiogolven doen ontstaan.
Het effect van meerwegontvangst is verzwakking of zelfs vrijwel gehele uitdoving van het signaal of versterking, afhankelijk van het fase- en amplitude-verschil van de signalen die via de verschillende paden worden ontvangen.
Bij meerwegontvangst van analoge signalen voor televisie en radar ontstaan op het beeldscherm dubbele beelden (geestbeelden). Bij analoge radio-ontvangst ontstaat bij meerwegontvangst vaak fading, door variërende transmissie-eigenschappen van de atmosfeer, waardoor het signaal periodiek vrijwel geheel wegvalt, zeer zwak wordt en ook de klankkleur verandert door de frequentieafhankelijkheid van het faseverschil. Dit is hoorbaar bij nachtelijke middengolfontvangst van verafgelegen zenders en bij kortegolfontvangst.
Ook bij FM-radio-ontvangst, en dan vooral bij stereoontvangst, kunnen vervormingen ontstaan van het weergegeven audiosignaal. Bij andere telecommunicatievormen zal ook vrijwel altijd verstoring ontstaan bij meerwegontvangst, bijvoorbeeld intersymboolinterferentie.
Bij digitale modulatiemethodes, zoals OFDM kunnen de gevolgen van meerwegontvangst worden onderdrukt.